# 大田乡 (晴隆县)
大田乡，是中华人民共和国贵州省黔西南布依族苗族自治州晴隆县一个已撤销的乡级行政区，2016年1月29日，贵州省人民政府批复同意晴隆县部分乡镇行政区划调整，撤销大田乡，将其所辖的达土村、大田村、兵务村、董箐村划归茶马镇，新寨村、民族村划归花贡镇。